# HD 153370
HD 153370，又名CD-5010955，SAO 244370、HR 6312，是一颗恒星，视星等为6.45，位于銀經336.97，銀緯-5.62，其B1900.0坐标为赤經16h 53m 59.7s，赤緯-50° -5.62′ 50″。